# 二十一世纪出版社
二十一世纪出版社（英語：21st Century Publishing Group）成立于1985年2月，是中国大陆的一家出版社，出版代号为5568，前身为江西少年儿童出版社，主要出版青少年图书、杂志及相关音像电子产品，尤以出版儿童文学、青春文学、卡通动漫和绘本见长。